# The Dragon (Ocean Park Hong Kong)
The Dragon (Kantonees: 瘋狂過山車) was een in 1984 geopende achtbaan in het Hongkonse attractiepark Ocean Park Hong Kong. Het was een kleurrijke stalen achtbaan met weinig andere thematisering, zoals de andere attracties in het park wel hebben.

## Geschiedenis
The Dragon werd volledig wit opgeleverd. Later kregen de baan en ondersteuningen een lichtblauwe kleur. Tussen 2009 en 2011 werd aan de baan wederom een andere kleur gegeven: de baan en de ondersteuningen kregen een kleurenpatroon in de kleuren geel, groen, oranje en paars. Hoewel de achtbaan meerdere keren van kleur is veranderd, bleef de kleur van de treinen (een verloop van rood naar geel, dat loopt van het voorste naar het achterste karretje) min of meer gelijk.
The Dragon was de eerste achtbaan ter wereld met een sidewinderelement.
Begin 2021 kondigde Ocean Park grote plannen aan, waaronder het binnen 3 jaar verwijderen van The Dragon en 6 andere attracties, en hiervoor goedkopere attracties terugplaatsen. Sinds 2019 ontving het pretpark namelijk steeds minder bezoekers, veroorzaakt door verschillende redenen (waaronder aanhoudende concurrentie van vooral Chimelong Ocean Kingdom en de coronacrisis), waardoor er veel minder omzet gedraaid werd dan voorheen. De meeste attracties die verwijderd werden waren al een paar decennia oud, waardoor deze hoge onderhoudskosten hadden.
Uiteindelijk sloot The Dragon in september 2021.

## Beschrijving
De achtbaan is een aan het heuvelachtige terrein aangepaste Looping Coaster van Arrow Dynamics. Gasten betreden de attractie via de wachtrij, die tegen het stationsgebouw slingert. Nadat de wachtrij middels een trap het stationsgebouw in is gelopen, kunnen gasten de treinen betreden.
Nadat de trein het station heeft verlaten volgt een bocht naar links. Hierna  optakeling, gevolgd door een pre-drop en bocht naar links om vervolgens na een recht stuk de eerste afdaling te nemen, die in een bocht naar links loopt. De trein rijdt dan een looping in, om vervolgens met een bocht naar rechts in een tweede looping terecht te komen, gevolgd door een sidewinder. Na twee helices naar links volgt een tweede optakeling. Tot slot rijdt de trein via een omgekeerde S-bocht het station binnen.